# Elie Onana
Elie Onana Eloundou (* 13. Oktober 1951 in Okola; † 2. April 2018 in Yaoundé) war ein kamerunischer Fußballspieler.

## Vereinskarriere
Elie Onana, Spitzname „Panka“ (Kämpfer), spielte während seiner gesamten Karriere ausschließlich für Vereine in Kamerun. Mit Canon Yaoundé erreichte er 1984 das Finale des afrikanischen Pokals der Pokalsieger und wurde 1985 sowie 1986 Landesmeister.

## Nationalspieler
1982 stand er im Aufgebot der „unzähmbaren Löwen“ bei der Fußball-Afrikameisterschaft in Libyen sowie für die WM-Endrunde in Spanien, wo er alle drei Vorrundenspielen gegen Italien, Polen und Peru bestritt. In beiden Turnieren schied Kamerun mit jeweils drei Unentschieden bereits nach der Vorrunde aus.
1984 wurde er in den Kader Kameruns bei der Fußball-Afrikameisterschaft in der Elfenbeinküste sowie für die Olympischen Spiele in Los Angeles berufen, kam jedoch in beiden Turnieren nicht zum Einsatz.

## Privates
Sein Bruder Jules Onana (* 1964) spielte ebenfalls für die kamerunische Nationalmannschaft.

## Erfolge
- Afrikameister: 1984
- Kamerunischer Meister: 1985, 1986
- Afrikapokal der Pokalsieger: Finalist 1984
- Kamerunischer Pokal: Finalist 1985